# Max Nettlau
Max Nettlau (Neuwaldegg, 30 aprile 1865 – Amsterdam, 23 luglio 1944) è stato un anarchico austriaco, uno dei principali storici del movimento anarchico.

## Biografia
Max Nettlau, definito “Erodoto dell'anarchia” secondo una fortunata espressione coniata da Rudolf Rocker, nasce nel 1865 a Neuwaldegg, nei pressi di Vienna, da una famiglia benestante di origini prussiane. Studia filologia in diverse università tedesche specializzandosi in lingue celtiche e si laurea a Lipsia nel 1887, con una tesi sulla grammatica cimbrica. Fin da giovane studente è attratto dal movimento radicale austriaco, quindi dal socialismo libertario, rimanendo pur sempre uomo di studi piuttosto che di azione militante. A Londra, dove frequentemente si reca per condurre le proprie ricerche al British Museum, aderisce per un breve periodo alla Socialist League fondata da William Morris, poi si avvicina agli ambienti dell'anarchismo e al gruppo del «Freedom» entrando in contatto, tra gli altri, con Errico Malatesta.
Grazie al capitale di famiglia ereditato alla morte del padre può coltivare a tempo pieno la sua passione per gli studi storici: da una città all'altra d'Europa esplora biblioteche e archivi e contatta personalmente vecchi militanti internazionalisti, in perpetua ricerca di testimonianze e di documenti che puntualmente trascrive e conserva. Si dedica inoltre, con grande zelo, alla costruzione di una vasta biblioteca personale, strutturata in base a un preciso disegno selettivo basato sulla rarità dei pezzi e vissuta come una missione di salvaguardia delle testimonianze documentarie dei movimenti socialisti altrimenti destinate alla dispersione. Dopo trattative naufragate sia con la Biblioteca Reale di Berlino che con la Biblioteca pubblica e universitaria di Ginevra, Nettlau agli inizi degli anni '30 decide di cedere la propria collezione all'Istituto internazionale di storia sociale di Amsterdam. Egli stesso nel 1938 si trasferisce nella capitale olandese, dove muore nel 1944.
Tra i suoi lavori principali si segnalano una puntigliosa Bibliographie de l'anarchie, una biografia di Michail Bakunin in 3 volumi tirati personalmente dall'autore in cinquanta esemplari (regalati ad amici e a importanti biblioteche) e una monumentale Geschichte der Anarchie in 7 volumi.

## Scritti di Max Nettlau
- Bibliographie de l'Anarchie, préface d'É. Reclus, Bruxelles: Bibliothèque des «Temps Nouveaux», Paris: P.-V. Stock, 1897.
- Michael Bakunin: eine Biographie (The life of Michael Bakounine), London N. W.: privately printed (reproduced by the autocopist) by the author, February 21st, 1896 – July 8, 1900, 3 vv. (Reprint: Milano, Feltrinelli, 1971, 2 vv.).
- Geschichte der Anarchie, v. 1: Der Vorfrühling der Anarchie: ihre historische Entwicklung von den Anfängen bis zum Jahre 1864, Berlin: Der Syndikalist, 1925; v. 2: Der Anarchismus von Proudhon zu Kropotkin: seine historische Entwicklung in den Jahren 1859-1880, Berlin: Der Syndikalist, 1927; v. 3: Anarchisten und Sozialrevolutionäre: die historische Entwicklung des Anarchismus in den Jahren 1880-1886, Berlin: ASY, 1931; v. 4: Die erste Blütezeit der Anarchie: 1886-1894, Vaduz: Topos, 1981; v. 5: Anarchisten und Syndikalisten, t. 1: Der französische Syndikalismus bis 1909 – Der Anarchismus in Deutschland und Russland bis 1914 – Die kleineren Bewegungen in Europa und Asien, Vaduz: Topos, 1984; vv. 6-7 manoscritti.
- Michele Bakounine: uno schizzo biografico, con una prefazione di Élisée Reclus, tradotto dal tedesco a cura dell'avv. L. Merlino, Messina: Biblioteca dell'«Avvenire sociale», 1904.
- Breve storia dell'anarchismo, Cesena: L'Antistato, 1964.
- Bakunin e l'Internazionale in Italia: dal 1864 al 1872, Ginevra: Il Risveglio, 1928 (Roma: Savelli, 1975), Napoli, Edizioni Immanenza, 2014, ISBN 9788898926336.
- Errico Malatesta, Pescara: Samizdat, 1996.
- Saverio Merlino, Napoli, Edizioni Immanenza, 2014, ISBN 9788898926367

## Scritti su Max Nettlau
- Ugo Fedeli, Max Nettlau: cinquant'anni di studi e di ricerche sull'anarchismo, «Volontà», 3 (1948-1949), n. 10, p. 572-576; 3 (1948-1949), n. 12, p. 646-651; 4 (1949-1950), n. 2, pp. 118-119.
- Rudolf Rocker, Max Nettlau: el Herodoto de la anarquia, México D. F., Estela, 1950.
- L'anarchismo nella concezione di Max Nettlau, «Volontà», 19 (1966), n. 1, pp. 21-34.
- Marianne Enckell, Max Nettlau e l'Italia, in Anarchismo e socialismo in Italia, 1872-1892, a cura di Liliano Faenza, Roma: Editori Riuniti, 1973, pp. 293-301.